# Ministry of Health (Neuseeland)
Das Ministry of Health, in Maori Manatū Hauora, ist ein Ministerium und Public Service Department (Behörde des öffentlichen Dienstes) in Neuseeland, das für die Gesundheitspolitik des Landes zuständig ist.

## Geschichte
Der Vorläufer des Ministry of Health war das Department of Public Health, dessen gesetzliche Grundlage am 13. Oktober 1900 mit dem Public Health Act 1900 geschaffen und das Department im folgenden Jahr gegründet wurde. Zuvor kümmerte sich der Board of Health (Gremium der Gesundheit) um Fragen der Gesundheit. Die Verantwortung für die Belange der Māori in Bezug auf Fragen ihrer Gesundheit wurde dem Department of Public Health erst im Jahr 1906 übertragen.
1922 wurde das Department dann in Department of Health umbenannt und erhielt erst im Jahr 1992 den Status eines Ministeriums durch Umstrukturierung und Umbenennung in Ministry of Health. Die Rolle des Ministry of Health bei der Beaufsichtigung des öffentlichen Gesundheitswesens wurde doch schon im Health Act 1956 festgeschrieben.

## Aufgaben und Ziele
Das Ziel des Ministeriums wird damit definiert, die Gesundheit und das Wohlergehen der neuseeländischen Bevölkerung zu fördern und zu schützen. Daraus ergeben sich folgende generell definierte Aufgaben:
- die Führung des neuseeländischen Gesundheits- und Behindertensystems,
- die Beratung des Minister of Health (Gesundheitsministers) und der Regierung in Gesundheits- und Behindertenfragen,
- den direkten Einkauf von einer Reihe von nationalen Unterstützungsdiensten für Gesundheit und Behinderung,
- die Bereitstellung von Informationen und Zahlungsdiensten im Gesundheitssektor zum Nutzen aller Neuseeländer.

Dafür arbeitet das Ministerium mit allen anderen Ministerien und Behörden des öffentlichen Dienstes des Landes zusammen.